# Blaa

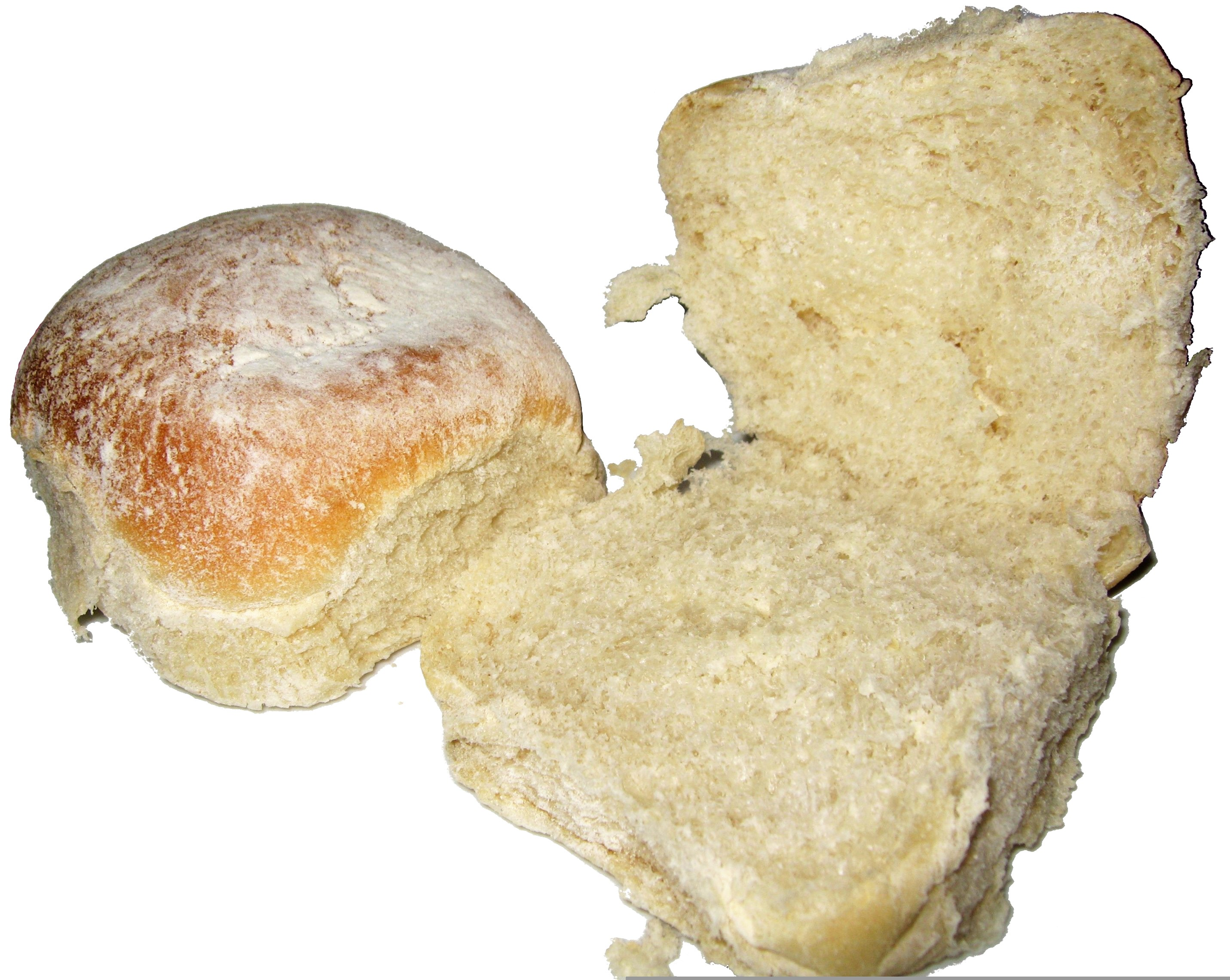
Dos blaas.

Un blaa es un bollo de pan blanco que, según un periodista de The Irish Times es típica de Waterford y su condado (Irlanda). También se sabe que el blaa se ha elaborado en Kilkenny y Wexford. El blaa suele ser muy tierno y venir cubierto de harina blanca. Esta variedad es más masticable, mientras una segunda tiene un exterior crujiente. A veces se confunde a los blaas con un bollo parecido llamado bap, que suele presentarse con menos harina. Tienen forma cuadrada y se identifican por el moho blanco espolvoreado sobre ellos antes del horneado.
Comidos principalmente para desayunar con mantequilla, también se toman en otros momentos del día con una gran variedad de rellenos, incluyendo un tipo de fiambre que suele llamarse red lead (‘plomo rojo’) por su distintivo color rojo. El corned beef es también un relleno popular. El breakfast blaa (huevo, loncha de panceta y salchicha) es más común que la bollo en Waterford. Los blaas pierden rápidamente su frescura, por lo que es aconsejable consumirlos pronto tras su adquisición.
Se dice que fueron introducidos en la ciudad a finales del siglo XVII por los hugonotes, y se cree que el nombre procede de la palabra francesa para ‘blanco’, blanc. Esta teoría es discutible porque la harina blanca no existía en el siglo XVII. Otro posible origen sería del francés blé, que se usa para ciertos tipos de harina, o de la raíz latina blandus, ‘blando’.